# Clairvaux
Clairvaux Abbedi (Latin: Clara Vallis) er et kloster grundlagt 1115 af Bernhard af Clairvaux i departementet Aube i det nordøstlige Frankrig.
Alle cistercienserordenens klostre havde en fast grundplan, og Clairvauxklostret følger denne,
En mur med tårne omkransede hele komplekset. Et vandløb rundt om ydermuren gav vand til haverne. Klostret ligger i ruiner i en park, som tilhører et fængsel.
48°08′50″N 4°47′20″Ø / 48.1472°N 4.7889°Ø